# Salgótarján
Salgótarján é uma cidade e um condado urbano (megyei jogú város em húngaro) da Hungria. Salgótarján é a capital do condado de Nógrád.